# Keltisch christendom

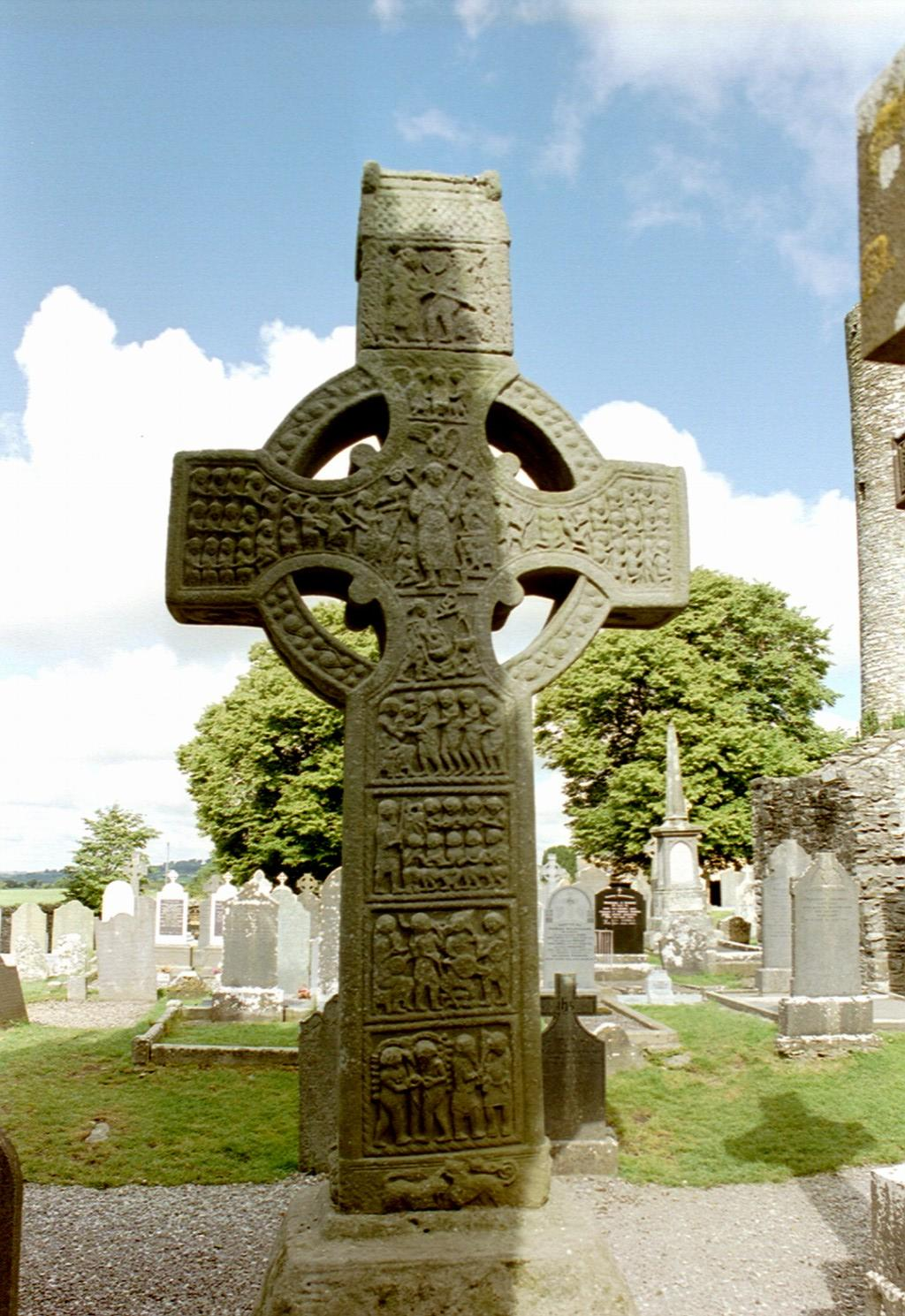
Muiredach's High Cross, een Keltisch kruis bij het klooster van Monasterboice

Het Keltische christendom (ook wel Iers christendom, Insulair Christendom, Eilandchristendom of Iro-Schotse Kerk) is een religieuze praktijk die in de eerste eeuwen na Christus ontstaan is op de Britse eilanden en Ierland. Deze geïsoleerde of insulaire vorm van christendom is, met vele van zijn gebruiken, blijven bestaan tot in de 12e eeuw. In 1172, bij de synode van Cashel (County Tipperary), werd de Romeinse ritus aan de Keltische gebieden opgelegd door koning Hendrik II van Engeland.
Moderne historici wijzen op het feit, dat er geen inhoudelijk theologische tegenstelling bestond tussen de Keltische christenen en de Heilige Stoel, maar dat de gewoonten, liturgische gebruiken en kerkstructuur wel degelijk verschillend waren. Desondanks behoorde het insulaire Keltische christendom wel degelijk tot de Westerse of Latijnse Kerk en erkende de paus van Rome. Toch was het Pelagius en zijn beweging, verketterd door de Roomse paus, die de gemeenschappelijke 'Keltische Kerk' definieerde. Mogelijk is in de late oudheid en vanaf de vroege middeleeuwen onder de heiligen Columba van Iona en Patricius (Saint Patrick) de eigen identiteit van het Keltisch christendom gegroeid. Gekerstende Noormannen en Angelsaksen legden in de hoge middeleeuwen steeds vaker de Romeinse ritus en continentale kerkelijke gebruiken op zoals deze in het Frankische Rijk en Normandië gebruikelijk waren geweest.

## De legende
Jozef van Arimathea zou, reeds ten tijde van Jezus Christus, handelscontacten gehad hebben met Cornwall, vanwaar hij tin importeerde in Palestina. Na de dood van Christus zou hij, met een aantal getrouwen, geëmigreerd zijn naar Glastonbury in Engeland, waar hij een kerk bouwde. Hieruit zou een christendom zijn ontstaan, met een eigen structuur. Abten, rondtrekkende bisschoppen en pastoors vormden een Keltisch monnikendom dat in de vroege middeleeuwen grotendeels zonder doorlopende contacten met de Romeinse Stoel de gelovigen op de eilanden van de sacramenten bediende.
De Keltische monniken namen de tonsuur van de vroegere Keltische druïden over. Hierbij werd de voorkant van het haar van oor tot oor kaal geschoren, terwijl de haren op het achterhoofd lang werden gelaten.

## De geschiedenis
Er zijn op dit ogenblik geen historische bronnen gevonden over het ontstaan van een christendom in Ierland en Britannia tijdens de eerste eeuwen van de christelijke jaartelling. Nochtans vermeldt Tertullianus in zijn geschrift Adversus Iudaeos: "Cui etenim crediderunt gentes, (--) et Galliarum diversae nationes et Britannorum inaccessa Romanis loca Christo vero subdita etc"
(In wie de volken hebben geloofd, (--)en verscheidene volkeren van Gallië en de Britse contreien, onbereikbaar voor de Romeinen, maar waarachtig onderworpen aan Christus enz).
Origenes spreekt in zijn Homilies verschillende malen over Christenen in Britannia. Zie: Hugh Williams "Christianity in early Britain", Oxford 1912.

### Vroeg-Britse kerk
De Vroeg-Britse kerk ontstond eind 2e en begin 3e eeuw onder de Keltische bevolking van Brittannië binnen het Romeinse Rijk. De noordgrens lag bij de muur van Hadrianus. Uit het gebied van Strathclyde, ten noorden van de Hadriaanse Muur, kwam Ninian, die in 398 een klooster stichtte met de naam Candida Casa in Whithorn. Ninian droeg zijn klooster op aan Martinus van Tours, die zelf in 360 in Ligugé in Gallië het eerste klooster van West-Europa had gesticht. Candida Casa werd een belangrijk opleidingscentrum, waar ook veel Ierse monniken naar toe kwamen.

#### Egyptische kerk
Het moet nog worden vastgesteld in hoeverre het Egyptische kloosterleven heeft bijgedragen aan de bekering van Engeland tot het christendom. Volgens Stanley Lane-Poole is het hoogstwaarschijnlijk dat het aan Egyptische kluizenaars te danken is dat het evangelie Engeland bereikte. In Engeland golden immers de Egyptische kloosterregels tot de komst van Sint Augustinus in 597. Hij spreekt over het geloof dat het Ierse christendom het 'kind van de Egyptische kerk' was. Er bestaan verschillende overeenkomsten tussen het Keltische christendom en de oudere kerkgemeenschappen in het verre oostelijk deel van de christenheid.
Illustraties in de grote Keltische manuscripten zoals het Book of Kells doen sterk denken aan de iconen van de Egyptische, Koptische en Syrische kerken: het menselijk lichaam wordt kunstmatig gestileerd uitgebeeld en de grootte van het hoofd overdreven. Het motief van 'om elkaar gedraaide slangen' is in beide tradities erg populair. Een gravure op een kruis in Moone toont twee cichliden, door de bek ademende vissen, die karakteristiek voor Egypte zijn en het verhaal van de broden en de vissen uitbeelden. 
In het oudste missaal van de Ierse kerk, de Stowe Missal uit de vierde eeuw, is te lezen (folio 32, kolom 2): 'Pauli, Antoni, et ceterorum patrum heremi sciti" ('heremieten van Scetis' verwijst naar kluizenaars van de woestijn Wadi Natroen), waaruit duidelijk blijkt dat de ascetische voorbeelden van Egyptische kluizenaars, zoals de heiligen Antonius (ca. 251-356) en Paulus van Thebe (228-341), goed bekend waren in Noord-Europa. De heiligen worden ook genoemd in een aantal vroege Welshe gedichten. Er bestaat geen twijfel over de 'tamelijk hechte banden' tussen de Kerk van Egypte en de Kerk van Ierland.
Zeven Koptische monniken werden begraven in Disert Ulidh in Ulster en hun namen worden genoemd in de litanie in het Boek van Leinster van Sint Oengus (9e eeuw). De kloosterregels van Sint Antonius werden in het Westen steeds meer populair.
Mogelijk werd het idee van het kloosterleven rechtstreeks en niet via Gallië naar de Britse eilanden gebracht. Door het instorten van het (West) Romeinse Rijk begin 5e eeuw werd het wegennet ernstig ontwricht. Vroegere zeeroutes werden weer in gebruik genomen, ook die via de Straat van Gibraltar en Golf van Biskaje, die Constantinopel en Alexandrië met de Britse eilanden verbond. Opgravingen bij Tintagel in Cornwall tonen aan, dat er eind 5e eeuw wijn uit het oostelijk Middellandse Zeegebied werd ingevoerd. In Wales, Zuidwest-Schotland en West-Ierland zijn uit deze periode Egyptische en Noord-Afrikaanse potscherven gevonden. Deze handelsbetrekkingen brachten mogelijk ook de uitwisseling van religieuze en culturele ideeën teweeg.
De Britse monnik Pelagius reisde in het begin van de 5e eeuw van Rome naar Noord-Afrika en Palestina en mogelijk had zijn 'typisch Britse dwaalleer' zijn oorsprong in het oosten.
Toen het christendom staatsgodsdienst werd in het Romeinse Rijk, ontstond een Vroeg-Britse kerk met een organisatie naar Romeins voorbeeld. Johannes Cassianus (360-435) stichtte een klooster, waar de Egyptische regels werden gevolgd, in Marseille en droeg zo bij aan de verspreiding van het Egyptische kloosterleven. Begin 5e eeuw vluchtten Gallische monniken voor vervolging, als gevolg van het instorten van het Rijk en de machtsovername door de Merovingers, naar de Britse eilanden en brachten principes van het kloosterleven mee. Martinus van Tours (ca. 316-397) volgde het voorbeeld van de woestijnvaders in Egypte, Palestina en Syrië toen hij zijn bisschopszetel rond een kloostergemeenschap vestigde. Monniken uit Tours zouden het eerste klooster in Llanbelig in Wales hebben gesticht. Mogelijk kwam ook Illtyd (ca. 425 - ca. 505), een belangrijke heilige van Wales en stichter van het klooster Llantwit Major aan de Glamorgische kust, uit Gallië.

#### Pelagius
De eerste en bekendste 'Keltische theoloog' was Pelagius (ca. 350 - ca. 418), die 'ongelukkigerwijs en vrijwel zeker ook onterecht' bekend geworden is als grondlegger van een 'dwaalleer'. Pelagius kwam in conflict met Augustinus van Hippo, werd door paus Innocentius I in de ban gedaan en door Hiëronymus beschreven als 'een bijzonder stompzinnig iemand, die zich heeft volgegeten met Ierse pap'.
Pelagius geloofde in de 'vrije wil' van de mens, terwijl Augustinus uitging van 'determinisme', de gedachte van 'predestinatie', waarbij God al vastgesteld had dat sommige mensen gered zouden worden en anderen niet. Pelagius vond dat verwerpelijk en onaanvaardbaar. Bovendien legde Augustinus de nadruk op de 'zondeval', waarbij de 'erfzonde' als 'een of andere universele erfelijke ziekte doorgegeven wordt'. Een doop van een pasgeboren baby moest er zorg voor dragen dat het kind bij overlijden niet naar de hel zou gaan. Pelagius zag de volwassene-doop liever als 'teken en zegel' van Gods genadige liefde. De gedachte van de verdorvenheid van de mensheid vond Pelagius niet te rijmen met het hele begrip van God als liefhebbende Schepper. Pelagius ging uit van de natuurlijke goedheid van de mens en de mogelijkheid van een zondeloos leven. Zonde werd niet door de bloed-lijn doorgegeven (omdat Adam gezondigd had). Genade was niet noodzakelijk om tot bevrijding te komen. Volgens Augustinus was 'Gods genade' niet voor iedereen weggelegd, terwijl Pelagius stelde dat het tot de vrije beschikking van allen stond en door iedereen kon worden aangenomen. Volgens Pelagius predestineerde God niemand, had God geen favorieten en konden alle mensen worden gered als ze geloofden dat bevrijding het resultaat was van perfecte gehoorzaamheid aan de wet. Ascese, eigen inspanning en afkeer van rijkdom leidden volgens Pelagius tot bevrijding. Pelagius had een positievere en gunstiger kijk op de menselijke natuur dan Augustinus. Wonderen werden gezien als een aanslag op de natuur, die God geschapen had en goed bevonden. De wonderen uit het Oude én Nieuwe Testament werden allegorisch opgevat.
De Christus van de pelagianen redde geen mensen door aan het kruis te sterven, maar door zijn onderricht en voorbeeld maakte hij de bevrijding mogelijk voor hen die er naar streefden. De Christus van de woestijn en het kruis was de 'Ideale Monnik' en de schenker van de 'Nieuwe wet' en niet de Christus, die de mensen redt door zijn bloed te offeren. Voor hen werd Gods wet geopenbaard in een beperkt aantal geschriften en bestond er geen autoriteit, zelfs geen Kerk, boven hen. Vanwege die geschriften was de pelagiaanse beweging tegen (realistisch uitgevoerde) beelden. Met het semipelagianisme werd waarschijnlijk de kinderdoop ingevoerd, waar de pelagianen tegen waren en kwam het georganiseerde kloosterleven op.
In Rome heeft Pelagius gepreekt tegen het kwaad, dat uit toegenomen luxe en genotzuchtige levensstijl voortkwam en voor de hervorming van morele normen. Mogelijk voelden de autoriteiten zich niet door zijn theologie, maar door deze activiteiten ongemakkelijk. Tussen 418 en 429 werd een 'Pelagiaanse Kerk' opgericht, die de gemeenschappelijke 'Keltische Kerk' heeft gedefinieerd. In 431 werd Palladius door Rome gestuurd om de Keltische christenen van 'pelagiaanse invloeden' te zuiveren, met weinig succes. Op het Britse hoofdeiland waren enthousiaste pelagianen. Germanus van Auxerre werd tot tweemaal toe door de paus naar hen toe gestuurd, maar ook hij boekte weinig resultaat. Volgens Gildas leefde in de 6e eeuw het pelagianisme nog sterk onder het volk van Wales. Pelagianisme werd pas na 640, toen er weer een opleving was, geheel onderdrukt. Begin 7e eeuw begon deze gemeenschappelijke kerk uiteen te vallen. De romani beweging begon in het tweede kwart van de 7e eeuw en liep door tot ongeveer midden 8e eeuw. Tussen 628 en 633 deden zich verschillende veranderingen voor in Zuid-Ierland: er kwam een Romeinse paasdatum; de relieken van Romeinse martelaren werden geïntroduceerd; er werden geloofsgenezingen gerapporteerd en er verschenen verschillende geschriften uit Rome. In de daaropvolgende periode werden Ierse heiligenlevens geschreven (van Brigit, Patrick en Columba), waar 'wonderen' in voorkwamen, werden apocriefe geschriften aanvaard, werd Christus' reis naar de onderwereld geïntroduceerd, kwamen er beelden in de kerken, werd zondag de nieuwe sabbath (terwijl daarvoor de sabbath-zaterdag en 'dag van de heer' apart werden gevierd) en werd het idee van eenheid met de Romeinse Kerk van centraal belang. Midden 7e eeuw was ook Armagh beïnvloed en verspreidde de romanisering zich noordwaarts.
Pelagius werd, in de beweging die zijn naam kreeg, bijgestaan door Rufinus de Syriër, Julianus van Aeclanum (een Italiaanse bisschop) en Caelestius. Zijn tijdgenoot Johannes Cassianus werd de leider genoemd van het 'semipelagianisme', waarvan Faustus van Riez (ca. 410-ca. 490) ook een belangrijke vertegenwoordiger was.

#### Na 410

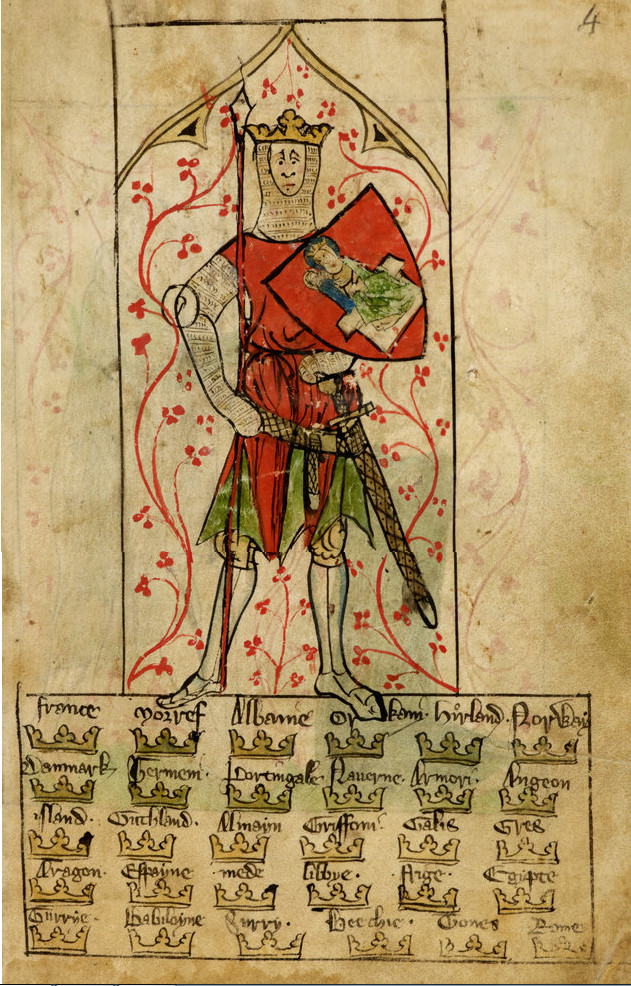
Koning Arthur, Kroniek van Engeland, P.Langtoft, 1307

De Vroeg-Britse kerk werd uitgebouwd tot 410, toen het Romeinse leger zich uit Britannia terugtrok. De leegte, die de legioenen achterlieten werd opgevuld door onbekeerde, Germaanse volkeren: Angelen en Jutten uit Zuid-Scandinavië en Frisii en Saksen uit kustgebieden langs de Noordzee. De gekerstende Kelten werden door hen naar Wales en Cornwall verdreven, waar ze geen directe verbanden met Rome meer hadden en hun eigen weg gingen.
Tussen eind 2e en eind 6e eeuw zijn er zestien bisschoppen van Londen geweest. De dertiende bisschop, Guidelinus, speelt een belangrijke rol in de Historia regum Britanniae (ca. 1135) van Geoffrey van Monmouth: Aartsbisschop Guidelinus vroeg Constantijn, de broer van de koning van Bretagne, om koning van de Britten te worden. Een van Constantijns drie zonen was, volgens Monmouth, Uther Pendragon en zijn kleinzoon de legendarische koning Arthur. Constantijns oudere zonen waren Constans en Aurelius Ambrosius. Bede (672/3-735) had Constans eerder een monnik genoemd, die door Constantijn tot Caesar werd verheven. Constans, volgens Monmouth, monnik in de Kerk van Amphybalus in Winchester, volgde zijn vader Constantijn als Britse koning op, maar werd door Picten op aandringen van Vortigern vermoord. Vortigern haalde vervolgens de Germaanse aanvoerders Hengest en Horsa binnen.

#### Patrick
Missionarissen van de Vroeg-Britse kerk gingen in Schotland en Ierland prediken. Patrick (ca. 390 - 461) is de bekendste onder hen. Hij was van Romeins-Britse komaf. Zijn vader was deken in de katholieke kerk en landeigenaar. Gevangengenomen op zestienjarige leeftijd bracht hij zes jaar door als slaaf in Noordwest-Ierland. Hij ontsnapte en trok later als missiebisschop, na omzwervingen door Europa, rond 431 naar Ierland. Patrick was tegen pelagiaanse ideeën, maar mogelijk hadden zijn superieuren er wel sympathie voor. Patrick moest namelijk op verschillende beschuldigingen van hen antwoord geven. Hij wist in de laatste dertig jaar van zijn leven in Ierland een nationale kerk te stichten, bestaande uit bisdommen met een centrum in Armagh. Toch was binnen een generatie na zijn dood de Ierse kerk anders georganiseerd, met kloosters in plaats van parochies en abten die belangrijker waren dan bisschoppen.

### Iers-Schotse kerk
Er ontstond een 'Iers-Schotse kerk', die zich duidelijk onderscheidde van de Vroeg-Britse kerk, die, in het begin, op Rome was georiënteerd. In Ierland en Schotland kwam geen kerkelijke organisatie naar Rooms voorbeeld, er kwamen geen kerkprovincies en bisschoppen, die het Roomse gezag vertegenwoordigden. Kloosters namen er een centrale rol in. De abt was het hoofd van het klooster. Naast missiepost groeide het klooster uit tot centrum van cultuur en wetenschap. Gedurende de 6e en 7e eeuw ontstond het ene na het andere Ierse klooster: Monasterboice bij Drogheda, ca. 500 door Buite gesticht; Clonard, ca. 520 door Finnian; Derry, in 521 door Columba; Clonfert in Galway door Brandaan; Lismore door Carthach; Clonmacnoise door Ciaran; Bangor door Comgall en Kildare door abdis Brigid.
Ook deze kerk sloeg een eigen weg in, gekenmerkt door een streng, ascetisch bestaan van de kloosterlingen. Daar vloeide de peregrinatio pro Christo uit voort, 'de zwerftocht voor Christus': kiezen voor een leven tussen 'vreemdelingen' (vreemdelingschap). Ze kenden het 'rode martelaarschap' (martelaarsdood) en 'witte martelaarschap' (levenslange ascese binnen kloostermuren).

#### Brandaan en Columbanus
Sint Brandaan reisde naar Iona, West-Schotland, Zuidwest-Brittannië, Bretagne en volgens een epos uit de 9e eeuw naar Groenland, de Azoren of het Noord-Amerikaanse vasteland. Columbanus (540-615) trok met twaalf monniken naar het Frankrijk van de Merovingers en stichtte zijn eerste klooster in Annegray in de Vogezen, waar hij een tempelruïne van Diana tot een kerk herbouwde. Hij zette kloosters op bij Luxeuil, Fontaine en in Metz en Bregenz. In Noord-Italië stichtte Columbanus in 614 een klooster in Bobbio, dat een van de grootste in Italië zou worden. Ierse monniken drongen door tot in Wenen, Polen (Ierse manuscripten zijn opgedoken in Warschau), Roemenië in het oosten, Hamburg in het noorden en Taranto in het zuiden van Italië.
In de door Columbanus opgerichte abdij van Luxeuil hadden onder meer Remaclus (ca.600 - ca.673), Acharius en Audomarus (St. Omaars) hun opleiding. Ook Eligius (588/90-660) en Ouen, raadgevers van Dagobert I, de 'goede koning', leefden volgens de regels van het Keltische christendom. Eligius kerstende Vlamingen en Friezen.
Ludwig Bieler noemt de invloed van de Ieren op de cultuur van het Europese vasteland 'een van de belangrijkste geesteswetenschappelijke verschijnselen uit de vroege middeleeuwen'. De Ierse monniken begonnen al voor het einde van de 6e eeuw hun invloed op het vasteland van Europa uit te breiden en vestigden zich ook in Nederland en België. In Ierse kloosters, zoals in Rouen, Verdun, Mainz, St. Gallen en Bobbio, werd later, na de overname door Rome, de Benedictijnse Orde ingesteld. Ook Fulda, waar Bonifatius later zíjn klooster stichtte, was een oorspronkelijk Ierse nederzetting. Vanuit Würzburg ontplooiden de Ieren hun werk onder de Thüringers, welke er later door dezelfde Bonifatius ervan verdacht werden door 'slechte leraren' te zijn misleid. Over Keltische christenen, die door een herdoop leden van de Roomse kerk werden, werd gesproken als bekeerde heidenen.

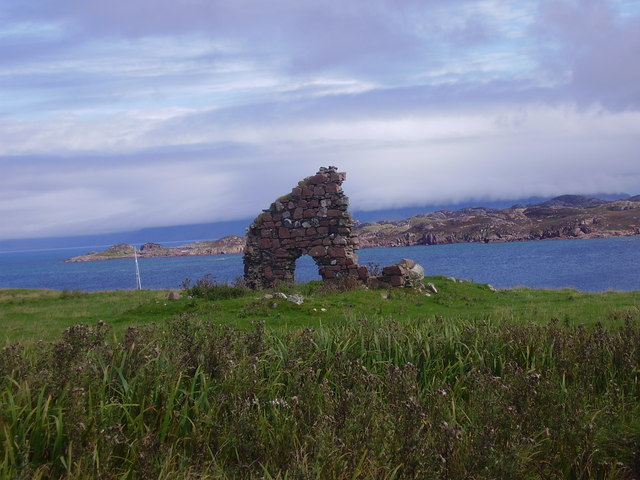
Het huis van de abt, Iona

#### Columba
De reis van Columba (521-597) bracht hem op het kleine eiland Iona, wat een van de grootste zendingsgemeenschappen van de Keltische kerk zou worden en een van de belangrijkste centra van cultuur en wetenschap. Het klooster werd gebouwd op de plaats van een oude druïde-tempel, na de Pictische koning Brude om toestemming te hebben gevraagd. Hiervandaan brachten missionarissen het evangelie in het grootste deel van Schotland en Noord-Engeland. In die tijd, toen Columba op Iona aankwam, immigreerden Ierse kolonisten naar West-Schotland, dat ze Dalriada noemden.

#### Aidan

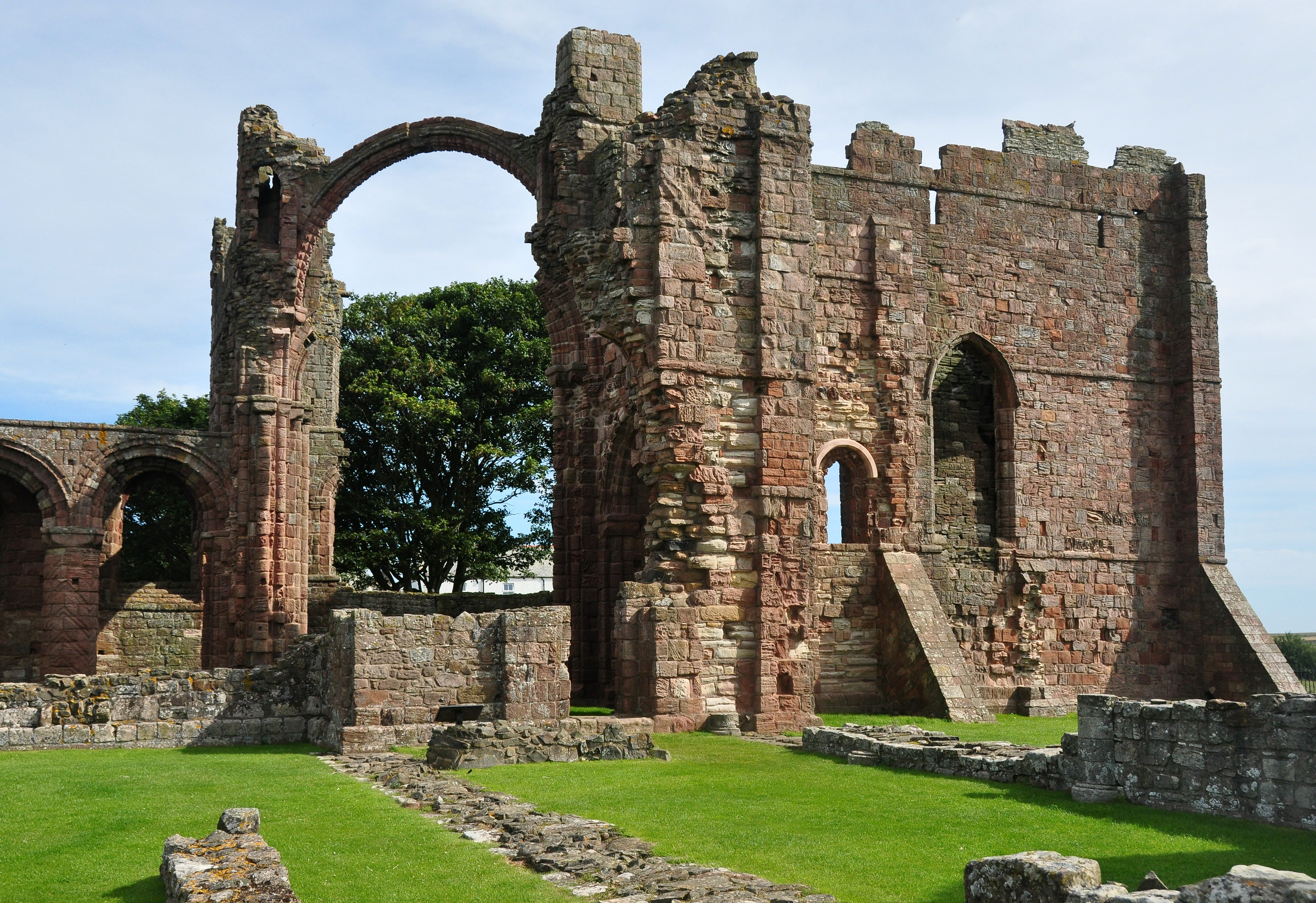
oostzijde van de Priorij kerk van Lindisfarne, Northumberland

In 632 stuurde de abt van Iona de missionaris Aidan naar het hof van Oswald, de nieuwe koning van Northumbria, om op diens verzoek zijn volk te bekeren. Tijdens zijn verbanningstijd was prins Oswald op Iona gastvrij ontvangen, christen geworden en gedoopt, nadat zijn vader in 617 van de troon was gestoten. Aidan koos het eiland Lindisfarne als basis voor zijn zendingspost. Van hieruit kerstende Chad een groot deel van het koninkrijk Mercia in Engeland van de Sassenachs, zoals de heidense Angelen en Saksen door de Kelten werden genoemd. Zijn broer Cedd stichtte kloosters in Tilbury en Bradwell on Sea. Ook in het noorden van Engeland, in Lastingham en Whitby werden dochterkloosters van Lindisfarne gesticht.

#### Gildas
Samson en Gildas waren leerlingen van Illtyd. Gildas was de belangrijkste kroniekschrijver van de Keltische kerk in Wales. Hij stichtte een klooster in Rhuys in Brittannië.

#### Verschillen met kerk van Rome
De afstand tot de kerk van Rome werd groter. De Iers-Schotse- of Keltische kerk berekende haar eigen Paas-data en wees de tonsuur (kruinschering) af. Soms was er een verschil van vier weken tussen beide Paasfeesten. De kloosterlingen van de Iers-Schotse kerk hadden een 'voorhoofdsschering' en lange haardracht, naar het voorbeeld van de druïden. De Keltische kerk kende vrouwelijke eucharistiedienaren, die de kelk rondbrachten en gehuwde geestelijken. In de Arthurroman Parzival van Wolfram von Eschenbach uit het begin van de 13e eeuw draagt Parzivals tante Repanse de Schoye de heilige graal.
Tussen Keltische en Rooms-katholieke missionarissen deden zich in de 7e eeuw in Engeland ook spanningen voor uit territoriale rivaliteit. Er bestond ook een meer fundamentele onverenigbaarheid. Ze zagen de kerk op een verschillende manier. De Kelten zagen de kerk in termen van weinig gestructureerde kloostergemeenten, omdat hun wereld uit verspreid liggende plattelandsgemeenten bestond met een lange traditie van migratie. Hun bisschoppen en priesters waren meer rondtrekkende evangelisten, dan gevestigde pastores met geestelijke en bestuurlijke functies. Rooms-katholieke missionarissen kwamen uit een meer verstedelijkte en gevestigde wereld van de Romeinse samenleving, benadrukten organisatie en stabiliteit en zagen de kerk als een administratief lichaam. De Roomse kerk hechtte waarde aan relieken van Romeinse martelaren, meer geschriften en wonderverhalen. De sabbath (zaterdag) werd op de zondag gevierd, er werden beelden gemaakt en Christus werd vooral gezien als de goddelijke persoon, die zijn bloed gaf voor de mensheid, opstond uit de dood en als held in de onderwereld satan versloeg en er de opgesloten zielen bevrijdde. De Roomse kerk was Augustijns en volgde Augustinus' leer van predestinatie (uitverkiezing) en genade, zonder welke de mens niet in staat zou zijn bevrijding te vinden. De afkeer voor rijkdom werd niet met de (semi)pelagianen gedeeld.

#### Eriugena
Naast Pelagius was Johannes Scotus Eriugena (810-877) een groot theoloog van de Keltische kerk. Eriugena was een van de meest invloedrijke filosofische intellectuelen in West-Europa. Hij werd begin 9e eeuw in Ierland geboren en bracht de tweede helft van zijn leven door in Laon. Hij kreeg net als Pelagius voor hem grote moeilijkheden met de kerkelijke autoriteiten. De Synode van Valence in 855 beschuldigde hem van pantheïsme en ketterij. Eriugena ontkende het objectieve bestaan van de hel en was tegen de 'predestinatieleer', volgens welke mensen zijn voorbestemd voor een toekomstig leven in de hemel of de hel. Hij ging in tegen Gottschalk, die beweerde dat sommigen voorbestemd waren tot de 'verdoemenis'. Volgens Eriugena weerspiegelen hemel en hel verschillende waarnemingen 'van een zich uitzonderlijk dicht bij god bevinden'. Hij was tegen het 'dualisme', dat God van zijn schepping scheidde. Hij bracht de hele neoplatoonse filosofische traditie, belichaamd in Pseudo-Dionysius en Gregorius van Nyssa naar het westen.

### Angelsaksische kerk
Het Angelsaksische christendom kwam voort uit de Vroeg-Britse-, Iers-Schotse- en Angelsaksische kerk.
De Angelsaksische kerk kwam op toen abt Augustinus van Rome (gestorven 605), in opdracht van paus Gregorius de Grote met 40 volgelingen in 596 op het eiland Thanet, aan de zuidkust van het Jutse koninkrijk Kent, landde. Koning Ethelbert werd christen. Het kwam spoedig ook tot de kerstening van Angelsaksische vorsten en er ontstond een op Rome georiënteerde Angelsaksische kerk met een organisatie naar Rooms model, voortgebouwd op de fundamenten van de Vroeg-Britse kerk. Augustinus ging naar Arles, werd er 'aartsbisschop van de Engelsen' en vestigde zijn zetel in Canterbury. Hij vestigde nog twee bisschopszetels in Rochester en Londen. Een tweede groep missionarissen werd in 601 door Rome gestuurd, onder wie Paulinus. Hij werd huisgeestelijke van Ethelburga, een Kentse prinses, die trouwde met koning Edwin van Northumbria. Paulinus volgde Ethelburga en paus Honorius I maakte hem in 632 'aartsbisschop van York'. Na Edwins dood werd hij bisschop van Rochester. De missionarissen uit Rome wisten geen goede relaties op te bouwen met Keltisch christelijke gemeenschappen en dat was onder meer de reden waarom ze weinig invloed hadden op de rest van Engeland. Britse bisschoppen in Wessex, Wales, Mercia en Northumbria weigerden te aanvaarden dat Canterbury boven hen zou staan.
Kloosters hadden geen centrale rol in de Angelsaksische kerk en de regels van Benedictus werden er gevolgd. Tegenover de peregrinatio kwam de stabilitas loci (standvastigheid van plaats). Door de groei van de Angelsaksische kerk kwam het tot een botsing met de Iers-Schotse kerk. De controverse werd in 664 op een kerkvergadering in Whitby, aan de Engelse oostkust, in het voordeel van de Angelsaksische kerk beslecht. Oswiu was Oswald als koning van Northumbria opgevolgd en getrouwd met een katholieke prinses uit Kent. Oswin wilde het verschil in godsdienstige gebruiken aan zijn hof oplossen door vertegenwoordigers van de Keltische en Rooms-katholieke uit te nodigen voor een discussie. De Kelten stonden onder leiding van Colman, de bisschop van Lindisfarne en de katholieken onder leiding van Wilfrid, de bisschop van York. In de ogen van de koninklijke arbiter had Wilfrid de beste argumenten en voortaan zouden in Northumbria de katholieke gebruiken, wat betreft de datum van Pasen en de tonsuur van monniken, worden gevolgd. De Synode van Whitby stond aan het begin van het einde van het karakteristiek inheemse Keltische christendom in Brittannië. De Keltische kerk bleef na Whitby in verschillende delen van de Britse eilanden nog vijfhonderd jaar apart en herkenbaar bestaan. Vooral de Vikingen en later de Noormannen (uit Normandië) zouden de Keltische kerk bedreigen.

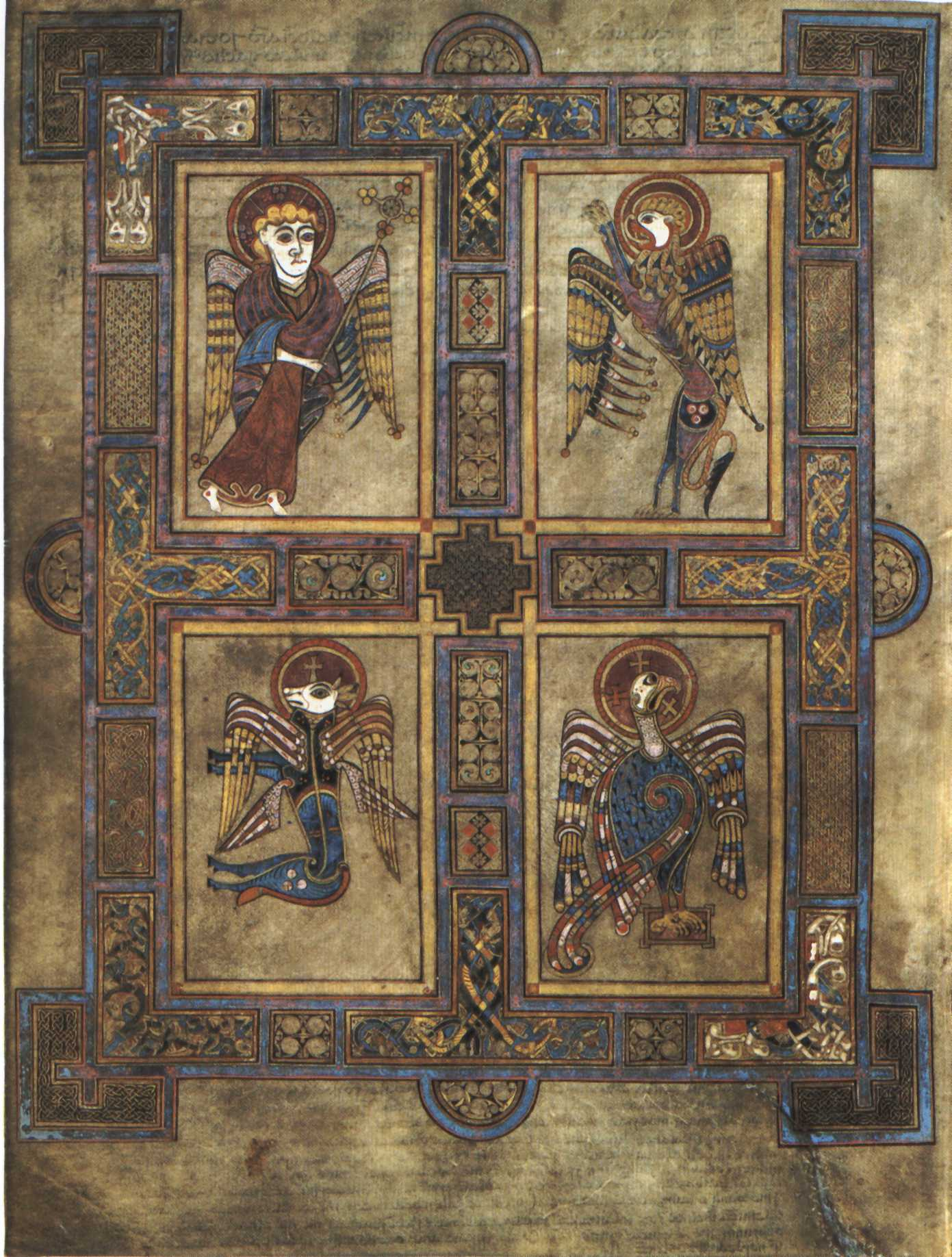
De vier symbolen van de vier evangelisten, Book of Kells, Folio 27v

#### In Engeland
Cuthbert, bisschop van Lindisfarne van 684-687, nam de katholieke Paasdatum over, maar bleef een echte Keltische monnik en Lindisfarne bleef in de 8e en 9e eeuw een klooster in grotendeels Ierse stijl. In 793 begonnen de plunderingen van de Vikingen en in 883 moest het klooster worden achtergelaten. Cuthberts resten werden door monniken meegenomen naar Durham. In het uiterste noorden en zuidwesten van Engeland bleef de Keltische kerk het langst bestaan. Pas in 926 stichtte koning Athelstan een Engels bisdom van Cornwall als teken van de overwinning van de Saksen op de Keltische kerk. De laatste sporen van Keltische gebruiken werden in de 11e eeuw door de Noormannen uitgewist.
Lanfranc, aartsbisschop van Canterbury van 1070 tot 1089, geboren in Italië, bracht landelijk een gecentraliseerde en hiërarchische structuur in de kerk. Hij deed zijn eigen 'primaat' over York, Armagh en St Andrews gelden. Hij wilde aartsbisschop van heel Brittannië zijn en streefde naar een rigoureuze hervorming van kerkelijke tucht en bestuur. Geestelijken mochten niet meer huwen en het celibaat werd verplicht gesteld voor monniken en priesters. Bisschoppen woonden in paleizen, werden in feite feodale baronnen en de kerk raakte verstrikt in de staatsinrichting.

#### In Schotland
In Schotland namen de monniken op Iona in de tweede helft van de 8e eeuw de katholieke gebruiken over en de zetel die Ninian in Galloway gevestigd had werd een anglicaans bisdom dat onder York viel. Het gezag van Rome werd door Canterbury en York vertegenwoordigd. Roofovervallen van de Vikingen rekenden er af met de Keltische kerk. In 802 werd Iona verwoest en in 842 werden Columba's stoffelijke resten naar Dunkeld overgebracht. Veel monniken van Iona vertrokken naar Ierland. Ze namen het 'Book of Kells' mee. Ook in Schotland werden door een gemengd huwelijk de Keltische gebruiken ingewisseld voor die van Rome. Malcolm Canmore, die van 1057 tot 1096 regeerde, was getrouwd met de Angelsaksische prinses Margaret. Zij stichtte een kloostergemeenschap in Dumfermline met regels van het continentale kloosterschap. Canmores zoon David vestigde bisdommen in de Hooglanden volgens het Engelse model en kloosters in Kinloss, Newbattle, Holyrood, Melrose en Jedburgh. In 1203 bouwden Benedictijnse monniken op Iona een Normandische abdij.

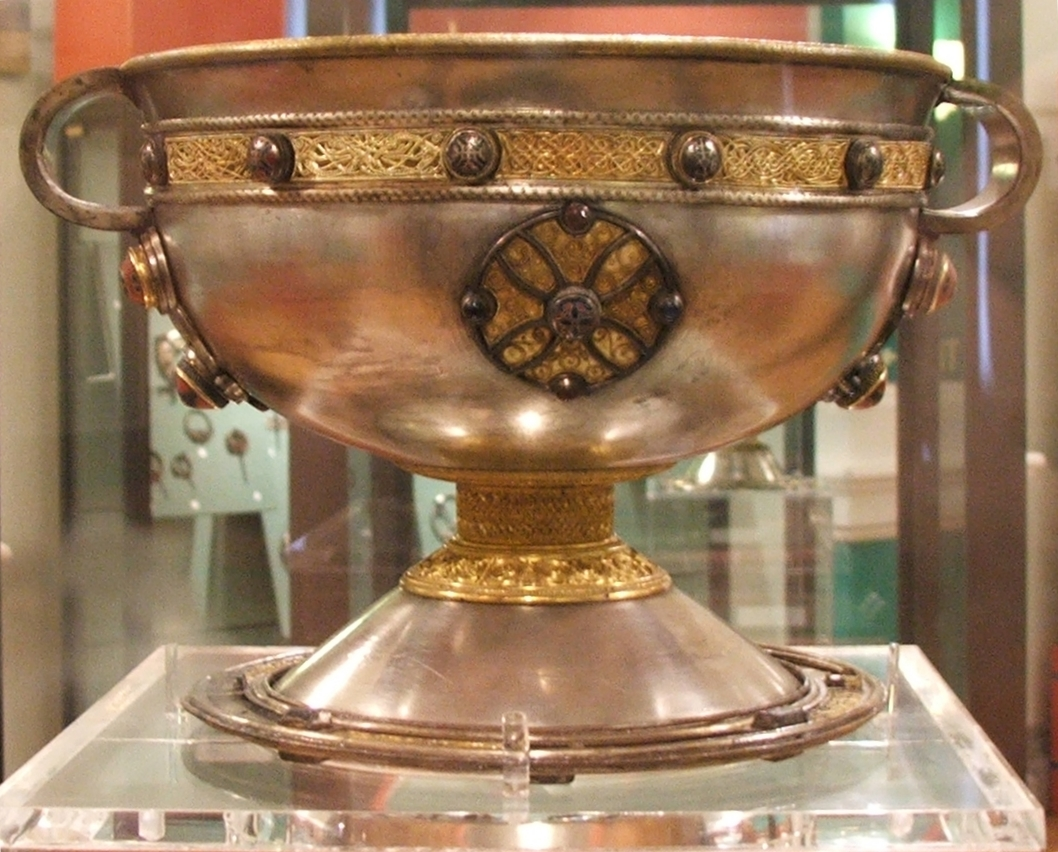
De kelk van Ardagh, 8e eeuw

#### In Ierland

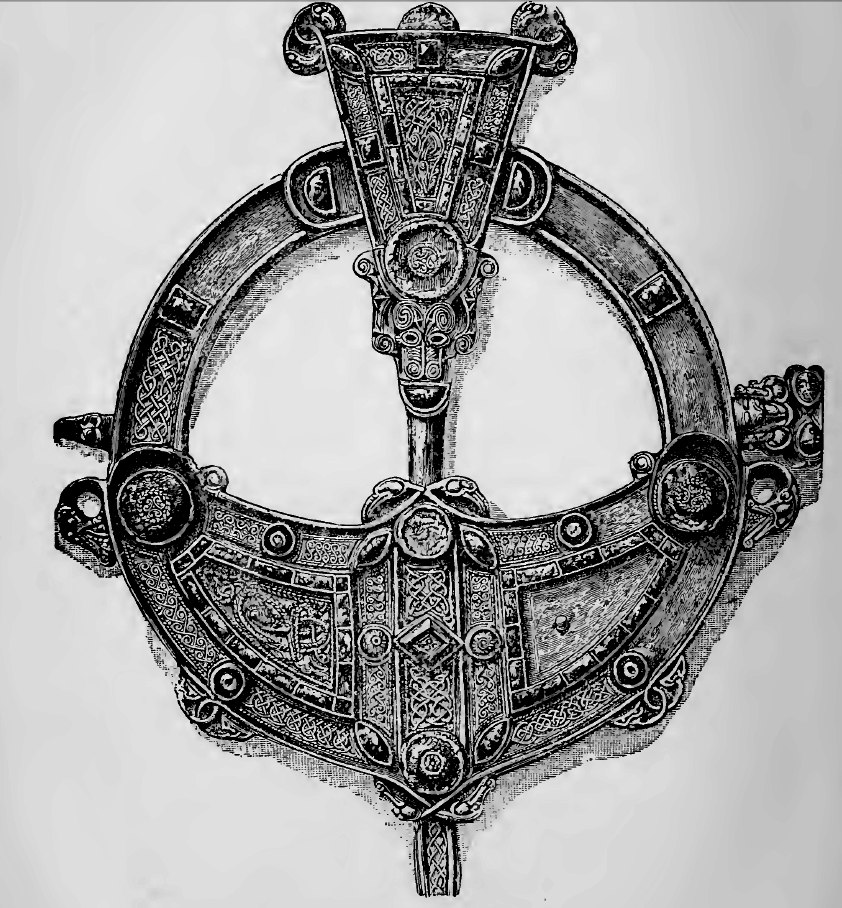
Tekening van de Tara-broche, W.F.Wakeman (1903)

De Ierse kerk nam in de 7e eeuw de paasdatum volgens het Romeinse systeem over, maar behield de meeste andere tradities. In de 8e eeuw was er een inheemse hervormingsbeweging, die Culdee werd genoemd, die voor meer ascese en soberheid was in de kloosters. De drie volgende eeuwen kende Ierland een 'gouden tijdperk' en was de laatste thuisbasis van de grote Keltische beschaving. De grote hoogkruisen, de 'kelk van Ardagh' en de 'Tara-broche' stammen uit deze tijd. Ondanks aanvallen van Vikingen op de oostkust, behield de Ierse kerk tot de 12e eeuw haar Keltische structuur. Toen kwam het onder de invloed van de 'Gregoriaanse renaissance' en de Normandische overheersing. Kloosters kwamen onder de richtlijnen van Bernard van Clairvaux. In 1152 werd de synode van Kells gehouden, waar besloten werd de dat Ierse kerk in bisdommen en parochies werd opgedeeld, gelijk de rest van Brittannië. Er kwamen vier provincies, zesendertig bisdommen en het aartsbisschoppelijk centrum werd Armagh. De Engelsen kregen het in de Ierse kerk voor het zeggen met de Normandische invasie en bezetting een paar jaar later.
Met name de Angelsaksische missionaris Egbert (639-729) van het Ierse klooster Rathmelsigi was verantwoordelijk voor de evangelisering van Frisia. Zowel Wigbert, Adalbert als Willibrord kwamen uit het klooster waar hij abt was.

#### In Wales
Het Welse volk bestreed het langst 'het Engelse imperialisme en centraliserende en de bureaucratische invloed van Rome'. De Romeinse datering van Pasen ging in de 8e eeuw in. Tot 1066 bleven de oude Keltische instellingen van kracht. Anglo-Normandische bisdommen werden er in 1092 in Bangor en in 1143 in St Asaph gesticht. De bisschoppen in het zuidelijke Dyfed en Glamorgan boden het langst weerstand en trachtten hun onafhankelijkheid te bewaren. Evenals in Ierland en Schotland was de Normandische invloed zichtbaar in de gestichte cisterciënzer kloosters.

## Andere bronnen
- Gildas
- Adomnán
- Beda

## Keltische kloosters
Het Keltische christendom ontwikkelde zich vooral door het stichten van kloosters. Deze kloosters waren zelfvoorzienende leefgemeenschappen. Aan het hoofd stond een abt of abdis.
Voorbeelden van Ierse plaatsen met kloosters:
- Bangor met de Abdij van Bangor
- Clonfert
- Lismore
- Clonmacnois in Bisdom Ardagh en Clonmacnoise, nu grote ruïnes
- Inishmore, het Ierse eiland met het dorp Cill Rónáin
- het eiland Iona
- Glendalough
- Lindisfarne op Holy Island

Deze kloosters speelden een belangrijke rol in de ontwikkeling van landbouw en veeteelt, als scriptorium en als onderwijsinstelling.
Vele kloosters namen de regel van Sint-Columba aan.

## Bekende personen
- Alcuinus
- Sint-Brandaan
- Chad van York
- Ciaran van Clonmacnois
- Columbanus
- Columba van Iona
- Dungal van Bangor
- Foillan
- Gallus van Zwitserland
- Johannes Scotus
- Kevin van Glendalough
- Muno van Nassogne
- Oswiu van Northumbria
- Patricius
- Pelagius
- Willibrordus